# Сидоров, Владимир Николаевич
Влади́мир Никола́евич Си́доров (4 [17] декабря 1903 или 17 декабря 1903, Рязань — 29 марта 1968, Москва) — советский лингвист, доктор (honoris causa), один из основателей Московской фонологической школы (МФШ), один из авторов «Очерка грамматики русского литературного языка», вышедшего в 1945 году (в соавторстве с Р. И. Аванесовым), редактор и один из составителей «Словаря языка Пушкина» (выходил в 1955—1961 годах).
В. Н. Сидоров негативно оценивал попытку Р. И. Аванесова создать фонологическую концепцию, отличную от традиционных воззрений МФШ.

## Биография
В. Н. Сидоров родился в Рязани в семье филолога. Болел костным туберкулёзом. В 1926 году окончил Московский университет. В 1931—1933 годах работал в НИИ языкознания, затем доцентом Московского вечернего педагогического института, редактором Учпедгиза.
13 февраля 1934 года арестован по делу славистов, получил 5 лет лагерей, 9 апреля отправлен в Сиблаг, но 23 мая лагерь заменили на ссылку. В 1939 году поселился в Московской области, работал сверхштатно на кафедре русского языка Мосгорпединститута, по договору в Институте языков и письменностей народов СССР. В 1944 году с него сняли судимость и разрешили жить в Москве. Реабилитирован в 1964 году.
В 1944—1968 годах работал в Институте русского языка имени В. В. Виноградова. Преподавал в МГУ (в 1946—1947 годах). После смерти Г. О. Винокура стал фактическим руководителем работы по составлению Словаря языка Пушкина, довёл его до издания. С 1963 года — доктор (honoris causa).
Скончался в Москве 29 марта 1968 года. Похоронен на Даниловском кладбище.

## Основные работы
- Аванесов Р. И., Сидоров В. Н. Говоры Верхнего Поветлужья. Фонетика и диалектные группы. Н.-Новгород, 1931.
- Аванесов Р. И., Сидоров В. Н. Очерк грамматики русского литературного языка: Ч. 1. Фонетика и морфология. М., 1945.
- Аванесов Р. И., Сидоров В. Н. Реформа орфографии в связи с проблемой письменного языка // Реформатский А. А. Из истории отечественной фонологии. Очерк. Хрестоматия. М., 1970. С. 149—156.
- Аванесов Р. И., Сидоров В. Н. Система фонем русского языка // Реформатский А. А. Из истории отечественной фонологии. Очерк. Хрестоматия. М., 1970. С. 249—277.
- Сидоров В. Н. Из истории звуков русского языка. М., 1966.
- Сидоров В. Н. Из русской исторической фонетики. М., 1969.